# Рамзау (Нижняя Австрия)
Рамзау (нем. Ramsau (Niederösterreich)) — коммуна (нем. Gemeinde) в Австрии, в федеральной земле Нижняя Австрия. 
Входит в состав округа Лилинфельд.  Население составляет 826 человек (на 31 декабря 2005 года). Занимает площадь 54,69 км². Официальный код  —  31409.
В окрестностях поселка биатлонная база.

## Политическая ситуация
Бургомистр коммуны — Эвальд Карер (АНП) по результатам выборов 2005 года.
Совет представителей коммуны (нем. Gemeinderat) состоит из 15 мест.
- АНП занимает 12 мест.
- СДПА занимает 3 места.